# 罗世谦
罗世谦（1943年3月—2020年9月23日），安徽望江人，中華人民共和國政治人物，曾任中共上海市委常委、中共上海市委副書記、中共上海市紀委書記、中共上海市委組織部部長、中共上海市委黨校校長、上海市老干部大学名誉校长。
1966年9月参加工作，1973年12月入党。本科毕业于中国科学技术大学无线电电子学系无线电技术专业。在上海无线电二十一厂从基层装配工做起，升迁至副厂长。1981年进入政府，任上海市仪表电讯工业局企业管理处副处长，1983年任上海市仪表局党委副书记。1985年至1987年，任上海市外经贸工作党委书记。随后在上海市委组织部工作14年，先后任副部长、部长。1992年升任上海市委常委并继续兼任市委组织部长。其在上海市委组织部工作期间，上海选出了第一批援藏干部。2001年升任上海市委副书记，2002年起兼任市纪委书记至2006年。2007年退休后，他担任了上海市慈善基金会监事长、上海市老干部大学校长。罗世谦曾是中共十四大、十五大代表，十六届中纪委委员。
2020年7月25日，罗世谦骑自行车在建國西路转弯时与往来车辆发生了交通事故，送醫後發現腦出血。2020年9月23日，罗世谦在上海華東醫院去世。